# Aglia parvocellata
Aglia parvocellata är en fjärilsart som beskrevs av Barend J. Lempke 1960. Aglia parvocellata ingår i släktet Aglia och familjen påfågelsspinnare. Inga underarter finns listade i Catalogue of Life.